# Nathalis iole
Nathalis iole is een vlindersoort uit de familie van de Pieridae (witjes), onderfamilie Coliadinae.
Nathalis iole werd in 1836 beschreven door Boisduval.